# Графство Фландрия
Графство Фла́ндрия (нидерл. Graafschap Vlaanderen, фр. Comté de Flandre, западнофлам. Groafschap Vloandern) — средневековое графство, границы которого постоянно оспаривались в военных столкновениях между 862/864  и 1384 годами. 
В XV веке графство вошло в состав Бургундского герцогства, затем стало частью Габсбургских Нидерландов. Западные территории Фландрии были завоёваны Францией при королях Франциске I и Людовике XIV. Как политическое образование Фландрия официально прекратила существование с захватом войсками революционной Франции Австрийских Нидерландов в 1795 году.

## До возникновения графства
В древности страну населяли кельтские племена белгов — атребаты, менании, морины; после покорения в конце I века до нашей эры. Галлии Юлием Цезарем Фландрия относилась к римской провинции Белгика. С разделением провинции в конце III века вошла в провинцию Белгика II (Belgica segunda). Римское владычество оставило гораздо менее заметные следы в северной части Галлии, чем в средней и, особенно, в южной.
Нашествия германцев на Фландрию начались рано; в начале IV века саксы и франки стали мало-помалу заселять страну с востока и, морем, с севера; к VI веку германское обычное право окончательно водворилось в стране. В этнографическом отношении романский элемент сохранился лишь в юго-восточной части Фландрии; север и юго-запад стали германскими.
Когда Хлодвиг в конце V века основал на развалинах Римской империи Франкское королевство, протекающая по Фландрии река Лис (Lys), приток Шельды, стала границей между Австразией и Нейстрией. В стране понемногу стало распространяться христианство, но первоначально его успехи были очень незначительны.
Название Фландрия (Fleanderland) появляется в эпоху Меровингов; так называлось первоначально только морское побережье, современный район Брюгге и Слёйса. С этих пор упоминаются фламандцы (flamings, буквально — «изгнанники») — саксонское население Северной Фландрии; здесь уже намечались зачатки общественности и процветала исконно германская форма общежития — гильдии, с которой тщетно пытались бороться каролингские короли с помощью издания капитуляриев.
Карл Великий, пытаясь подчинить провинцию общим государственным установлениям, создал в 792 году должность «лесничего Фландрии», который не только обязан был управлять её лесами, но также поддерживать покорность жителей; эта последняя задача представляла большие затруднения, и хроники недаром много говорят о столкновениях лесничих с вольнолюбивым народом.
В царствование Людовика Благочестивого (814—840) у берегов Фландрии появляются норманны; встречая лишь незначительное сопротивление, они поднимаются по рекам внутрь страны и предают её огню и мечу. Это обстоятельство заставило позаботиться об организации более действенной защиты: старые города, разрушенные германскими набегами, стали вновь отстраиваться; укреплялись монастыри (например, монастырь в Генте, основанный знаменитым Эгинардом); но пока не было центральной власти в стране, все эти меры не устраняли норманнской опасности.

## Образование Фландрского графства

Французское королевство в начале правления Гуго Капета (987 год)

По Верденскому договору (843 год) территория в бассейне Шельды была разделена между Лотарем и Карлом Лысым: первый получил земли к  юго-востоку от реки, второй — земли к северо-западу, где было образовано новое графство. Через двадцать лет с графа Балдуина Железная Рука пошла линия графов фландрских.
Царствование Балдуина I и его ближайших преемников (Балдуин II, 879—918 годы; Арнульф I Великий, 918—965 годы; его сын Балдуин III, в пользу которого Арнульф отказался было от престола, умер при его жизни; Арнульф II, 965—989 годы) наполнено эпизодами, обычными для ранней феодальной эпохи: междоусобицами, борьбой с норманнами, с королём Франции, с соседними баронами и, главным образом, с герцогами Нормандии.
Новую эру открывает царствование Балдуина IV Бородатого (989—1036 годы). При нём и при его преемниках (Балдуин V, 1036—1067 годы; Балдуин VI, 1067—1070 годы) в стране начинает мало-помалу утихать военная смута; торговля и промышленность, развитию которых благоприятствуют как географическое положение Фландрии, так и предприимчивый характер её жителей, понемногу развиваются; усложняется городская жизнь, между горожанами завязываются всевозможные связи.
В 1049 году Балдуину V удалось отнять у Германии часть Брабанта, которую потом называли «Имперской Фландрией». Зато от Фландрии за это время отделились графы Камбрезский, Булонский, Сен-Поль и Гиньский. При Балдуине V авторитет графов Фландрских стоял во Франции очень высоко. Король Генрих I, умирая, назначил Балдуина опекуном своего сына Филиппа. Балдуин завещал престол своему второму сыну, Балдуину VI. Старший сын Роберт, по прозванию Фриз, был этим очень обижен, и, когда его брат умер, он стал добывать себе престол мечом, энергично поддерживаемый горожанами против вдовы Балдуина VI и его малолетнего сына. Он сделался графом после более чем трёхлетней борьбы.

## Христианизация Фландрии и последующая история
В правление Роберта I (Фриза) (1071—1092 годы) Фландрия окончательно сделалась христианской страной; до него местами ещё держались языческие обычаи.
В 1071 году состоялась битва при Касселе между законным наследником Бодуэна VI, его сыном Арнульфом, поддержанным французским королём Филиппом I и Робертом, братом покойного. Битва закончилась поражением Арнульфа и власть надолго перешла в руки Роберта и его потомства. Брату Арнульфа осталось графство Эно (Геннегау).
Сын Роберта, Роберт II (1092—1109 годы), был одним из лучших рыцарей своего времени; он участвовал в первом крестовом походе, а по возвращении стал налаживать отношения с Генрихом I Английским, ища союзников против французского короля и графа Эно. Благодаря дружеским отношениям с Англией при Роберте II началась массовая эмиграция фламандцев в Англию, куда они бежали от губительных периодических наводнений.
После Бодуэна VII (1109—1119 годы) графом Фландрским стал датский принц Карл Добрый (1119—1127 годы). Он победил других претендентов и установил полное спокойствие в стране. При нём Фландрия сделала огромный шаг вперёд в области культурного развития. Репутация Карла была такова, что ему предлагали короны Иерусалимского королевства и Священной Римской империи. Он удачно справлялся с внешними врагами, но его положение внутри графства было непрочно. Он правил строго, не был расположен отказываться от своих прерогатив; к городам, которые в то время уже успели накопить значительные богатства и стремились к свободе, он относился недоверчиво и поэтому стал очень непопулярен. Заговор горожан в Брюгге, к которому примкнули и некоторые бароны, положил конец его правлению.
После его убийства в дела Фландрии вмешался французский король, благодаря влиянию которого власть перешла к норманнскому принцу Вильгельму Клитону, внуку Вильгельма Завоевателя и сыну Роберта III Нормандского.
Французский ставленник не пришёлся фламандцам по сердцу, которых торговые интересы все больше привязывали к Англии. В возникшей войне за фламандское наследство Вильгельм был убит, и графом сделался Тьерри Эльзасский (1128—1168 годы), сторонник Англии. Он участвовал во втором крестовом походе и, кроме того, ещё три раза совершал экспедиции на Восток.
Сын Тьерри, Филипп (1168—1191 годы), стал ещё теснее сближаться с Англией, особенно с тех пор как образ действий Филиппа II Августа становился всё более и более агрессивным. В 1182 году Филипп со своими фламандцами вторгся даже в пределы Франции; война длилась до 1186 года.

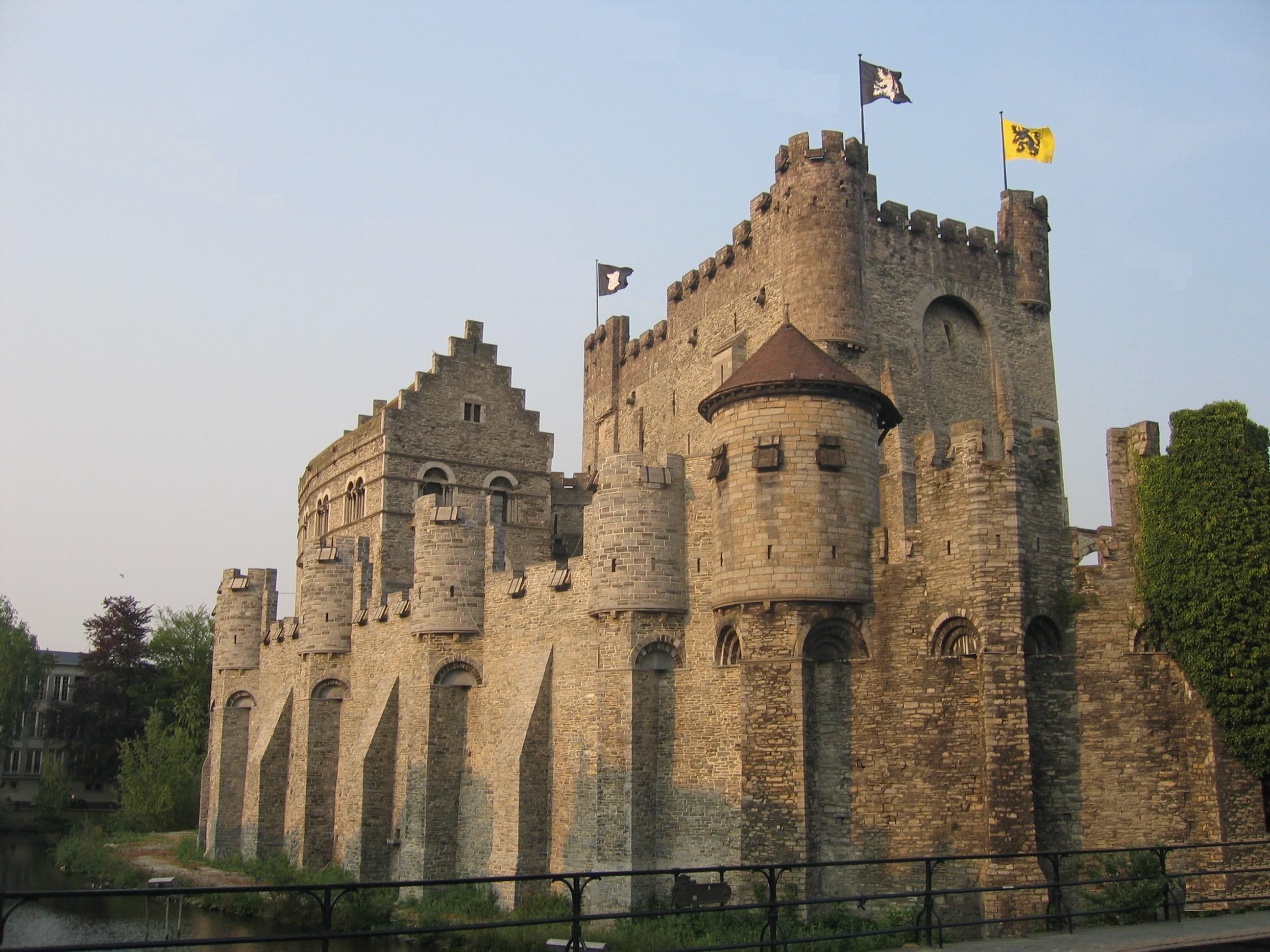
Замок графов Фландрии, построенный при Филиппе I в Генте

После смерти Филиппа графство Фландрское перешло к Бодуэну VIII Геннегаускому (1191—1194 годы), потомку старшей ветви рода Фландрских графов. Сын последнего, Балдуине IX (1194—1202 годы) принял участие в четвертом крестовом походе, был избран императором Латинской империи (1204 год) и в следующем году, взятый в плен при Адрианополе, был замучен болгарами.
В 1211 году король Филипп-Август выдал наследницу Фландрии и Геннегау Жанну за Фердинанда Португальского. После этого между королем и графом произошло решительное для Фландрии столкновение. В  союзе с Англией и Германией Фердинанд начал войну, приведшую страну к ужасам неприятельского нашествия. В 1214 году  вместе с союзниками он потерпел поражение в битве при Бувине  и попал в плен к Филиппу. По договорам, которые заключила с Филиппом Жанна, Фландрия должна была уплатить огромную контрибуцию, отказаться от Артуа, срыть лучшие крепости и оставить некоторые, в обеспечение долга, в руках Франции. Фердинанд был выпущен из плена в 1226 году и умер в 1233 году. Жанна правила страной до 1244 года и передала престол своей сестре Маргарите (1244—1280 годы). Это время было отмечено междоусобицами между её детьми от двух браков, Авенами и Дампьерами. Результатом этих смут было разделение Фландрии и Геннегау: первая досталась её младшему сыну от второго брака, Ги де Дампьеру (1280—1305 годы).
Поражением при Бувине влиянию Англии был нанесён сильный удар, в последние годы правления Иоанна Безземельного и во время смут после его смерти Англия не могла по-старому поддерживать Фландрию. Междоусобная борьба также способствовала усилению французского влияния и изменению в отношениях графов и городов. Французские короли и особенно Людовик IX Святой вмешивались во фламандские дела, поддерживая власть графов.
Города, связанные с Англией экономическими интересами, не могли смотреть спокойно на поворот в политике графов.
Начало усиления фламандских городов относится к эпохе войны за фламандское наследство 1127—1128 годы. И Вильгельм, и Тьерри, чтобы заручиться их поддержкой, раздавали им хартии и привилегии. С этого времени Брюгге, Гент, Ипр, Лилль, Сент-Омер, Камбре и другие города начинают вмешиваться в политику, особенно велико было влияние трёх первых городов, самых богатых и могущественных. Они доставили торжество Тьерри, и так как со вступлением последнего и вплоть до начала XIII века политика Фландрии была проанглийская, то между городами и графами существовало полное согласие. Графы раздавали привилегии, города торговали с Англией и богатели ещё больше. Их внутренний строй установился к этому времени окончательно; это было типичнейшее патрицианское управление, в котором ремесленники были совершенно лишены политических прав.
Графу Ги де Дампьеру такое положение дел не нравилось. Опираясь на недовольных ремесленников, он начал борьбу с городской аристократией. Фламандские коммуны пожаловались на графа Филиппу Красивому, который принял их сторону и вступил в союз с заклятым врагом Дампьера, графом Геннегау. Дампьеру не оставалось ничего, как вновь вернуться к союзу с Англией. Это было равносильно объявлению войны. Французская армия вторглась во Фландрию, радостно встреченная городами, которые без сопротивления выносили Филиппу ключи от ворот. Дампьер сдался в плен, и страна фактически утратила свою самостоятельность (1300 год).
Притеснения французов вызвали в 1302 году восстание ремесленников; в Брюгге были вырезаны все французы, а при Куртре фламандцы разгромили французскую армию. Ги умер во время приготовлений Филиппа к новой экспедиции (1305 год). Фламандцы были разбиты и принуждены заключить Атисский мир (1305 год), по которому территории Лилля, Дуэ и некоторых других городов временно отошли к Франции.

Нидерланды в XIV веке

Однако победа французов не могла сокрушить власти мелкой буржуазии, которая продолжала тянуться к Англии и относилась все более и более враждебно к своим графам, преданным Франции. Сын Гюи Дампьера, Роберт III, царствовал недолго.
Его преемник, Людовик Неверский, попал в плен к горожанам. Освободившись, он принёс на своих подданных жалобу Филиппу VI, только что вступившему на престол. Последствием этого было новое вторжение французов в страну и поражение фламандцев при Касселе (1328 год). Началось крестьянское восстание во Фландрии 1323-1328 годов. Людовик, которого положение вещей все теснее привязывало к Франции, с началом Столетней войны круто порвал с Англией и приказал арестовать всех находившихся в его владениях английских купцов (1336 год). Эдуард III ответил арестом бывших в Англии фламандцев и запрещением вывоза шерсти во Фландрию. Для фламандских горожан этот запрет означал полное разорение.
Горожане восстали против графа. Гентский сукнодел Якоб ван Артевелде стал во главе движения; горожане заключили торговый договор с Англией, не порывая в то же время с Францией. Поездка Артевелде в Англию увенчалась полным успехом: доставка шерсти возобновилась в 1338 году. Когда начались военные действия, Артевелде заключил с Эдуардом военный союз, принёсший Англии большую пользу. В то время, как Людовик Неверский сражался в рядах французского рыцарства (он пал в битве при Креси), фламандские флот и войско горожан помогали англичанам. Но популярность Якоба Артевелде и введённого им демократического режима стала быстро падать. Восстание 1345 года положило конец его господству: он был убит, городские порядки вновь были реформированы путём компромисса между патрициями и ремесленниками.
Наследнику Людовика Неверского, Людовику Мальскому, удалось соединить вокруг себя все города, кроме Гента. Последний был осаждён, но горожане, под предводительством одного из сыновей Артевелде, Филиппа, разбили войско графа; вскоре под контроль Филиппа Артевельде перешли и другие города Фландрии. Но в 1382 году в битве при Роозбеке армии графа (при значительной поддержке французского короля) всё же удалось разгромить гентцев. Французские рыцари учинили жестокую расправу над восставшими. Однако жители Гента не собирались сдаваться, и восстание продолжалось ещё 3 года.
После смерти Людовика Мальского Фландрию унаследовали его дочь Маргарита и её муж, герцог Бургундский Филипп Смелый. В 1385 году он заключил с гентцами мирный договор.
О дальнейшей истории Фландрии см. Бургундия, Нидерланды, Испания, Франция, Бельгия.

## Историография
История средневековой Фландрии подробно освещается в сочинениях местных хронистов, в частности, Гальберта из Брюгге, Бодуэна ван Нинове, Йоханнеса де Беке, Жана де Гоксема, Жиля де Руа (XII—XV вв.), а также летописца соседнего графства Гин Ламберта Ардрского (нач. XIII в.), хрониста графства Голландия Мелиса Стоке (кон. XIII в.) и летописцев графства Эно Жиля Ле Мюизи, Жана Лебеля и Жака де Гиза (XIV в.). Важным источником по истории Фландрии также являются анонимные «Эгмондские анналы», написанные в XIII веке в аббатстве Св. Адальберта в Эгмонде, и «Гентские анналы», составленные в 1300-х годах, описывающие, среди прочего, Народный крестовый поход 1309 года и Франко-фламандскую войну.